# The Sound of Girls Aloud – The Greatest Hits
The Sound of Girls Aloud – The Greatest Hits (auch: The Sound Of Girls Aloud: The Greatest Hits) ist das erste Greatest-Hits-Album der britischen Girlgroup Girls Aloud. Das Album wurde am 30. Oktober 2006 in Großbritannien veröffentlicht und stieg direkt auf Platz 1 in den britischen Album-Charts ein. Damit ist es das erste Album von Girls Aloud, welches Platz 1 der Charts erreichte. Das Album wurde in der ersten Woche 84.354 Mal verkauft.

## Hintergrund
Die CD enthält alle bisherigen Singles von Girls Aloud und die drei neuen Tracks Something Kinda Ooooh, I Think We’re Alone Now, ein Cover des Songs der Band Tommy James & the Shondells, sowie Money. Des Weiteren wurde eine limitierte Bonus Disc Edition mit unveröffentlichte Songs herausgegeben. Diese enthält alternative Versionen der Singles No Good Advice und Wake Me Up. Weiterhin enthält die Bonus-CD den Song Sacred Trust, welcher ursprünglich von der ebenfalls bei Popstars: The Rivals gegründeten Männerband One True Voice aufgenommen wurde. Weiterhin enthalten ist ein Live-Cover des Songs I Predict a Riot der britischen Band Kaiser Chiefs, welches von der Band bei einem Konzert in der Londoner Wembley-Arena gesungen wurde. Ursprünglich sollte die Bonus-CD auch ein Cover des Songs Wicked Game von Chris Isaak sowie eine Demoversion von Love Machine enthalten, was aber letztendlich verworfen wurde.

## Titelliste
| #  | Titel                    | Album                         | Songwriter                                                                   | Länge |
| -- | ------------------------ | ----------------------------- | ---------------------------------------------------------------------------- | ----- |
| 1  | Sound of the Underground | Sound of the Underground      | Miranda Cooper, Brian Higgins, Niara Scarlett, Xenomania                     | 3:41  |
| 2  | Love Machine             | What Will the Neighbours Say? | Cooper, Higgins, Tim Powell, Nick Coler, Lisa Cowling, Myra Boyle, Shawn Lee | 3:25  |
| 3  | Biology                  | Chemistry                     | Cooper, Higgins, Powell, Cowling, Giselle Sommerville                        | 3:35  |
| 4  | No Good Advice           | Sound of the Underground      | Cooper, Higgins, Coler, Cowling, Lene Nystrøm, Xenomania                     | 3:48  |
| 5  | I'll Stand By You        | What Will the Neighbours Say? | Chrissie Hynde, Tom Kelly, Billy Steinberg                                   | 3:43  |
| 6  | Jump (For My Love)       | What Will the Neighbours Say? | Steve Mitchell, Marti Sharron, Gary Skardina                                 | 3:39  |
| 7  | The Show                 | What Will the Neighbours Say? | Cooper, Higgins, Powell, Cowling, Jon Shave, Xenomania                       | 3:36  |
| 8  | See the Day              | Chemistry                     | Dee C. Lee                                                                   | 4:04  |
| 9  | Wake Me Up               | What Will the Neighbours Say? | Cooper, Higgins, Powell, Cowling, Lee, Paul Woods, Yusra Maru'e              | 3:27  |
| 10 | Life Got Cold            | Sound of the Underground      | Cooper, Higgins, Coler, Cowling, Xenomania                                   | 3:55  |
| 11 | Something Kinda Oooh     | -                             | Cooper, Higgins, Powell, Coler, Sommerville, Jody Lei                        | 3:22  |
| 12 | Whole Lotta History      | Chemistry                     | Cooper, Higgins, Cowling, Sommerville, Tim „Rolf“ Larcombe, Xenomania        | 3:47  |
| 13 | Long Hot Summer          | Chemistry                     | Cooper, Higgins, Sommerville, Boyle, Lee, Larcombe                           | 3:52  |
| 14 | Money                    | -                             | Cooper, Higgins, Powell, Coler, Cowling                                      | 4:13  |
| 15 | I Think We're Alone Now  | -                             | Ritchie Cordell, Tommy James                                                 | 3:18  |

### Bonus-CD
1. No Good Advice (Explicit Version) – 3:48
2. Wake Me Up (Alternate Version) – 3:27
3. I Predict a Riot (Live at Wembley) (Kaiser Chiefs) – 4:40
4. Sound of the Underground (Radio Edit) – 3:35
5. Hanging on the Telephone (Jack Lee) – 2:39
6. Loving is Easy (Girls Aloud, Cooper, Higgins, Coler, Cowling, Lee) – 3:01
7. Singapore (Cooper, Higgins, Cowling, Shave) – 3:00
8. Sacred Trust (Barry Gibb, Maurice Gibb, Robin Gibb) – 5:01

## Kommerzieller Erfolg

### Chartplatzierungen

#### Album
| ChartsChartplatzierungen     | Höchstplatzierung | Wochen |
| ---------------------------- | ----------------- | ------ |
| Vereinigtes Königreich (OCC) | 1 (55 Wo.)        | 55     |

| ChartsJahrescharts (2006)    | Platzierung |
| ---------------------------- | ----------- |
| Vereinigtes Königreich (OCC) | 16          |

#### Singleauskopplungen
| Jahr | Titel                   | Höchstplatzierung, Gesamtwochen, AuszeichnungChartsChartplatzierungen (Jahr, Titel, , Platzierungen, Wochen, Auszeichnungen, Anmerkungen) | Anmerkungen                             |
| Jahr | Titel                   | UK | Anmerkungen                             |
| ---- | ----------------------- | --- | --------------------------------------- |
| 2006 | Something Kinda Ooooh   | UK3 Gold · (16 Wo.)UK | Erstveröffentlichung: 23. Oktober 2006  |
| 2006 | I Think We’re Alone Now | UK4 (8 Wo.)UK | Erstveröffentlichung: 18. Dezember 2006 |

Die erste Singleauskopplung des Albums war Something Kinda Ooooh und erschien am 23. Oktober 2006. Der Song erreichte Platz 3 der britischen Single-Charts. Damit ist sie eine der bestverkauften und bestplatzierten Singles der Band. Der Song platzierte sich außerdem auf Platz 36 der meistverkauften Singles des Jahres 2006. B-Seiten waren die Songs The Crazy Life sowie Models, welcher auch auf dem Vorgängeralbum Chemistry enthalten war. Der Song war Teil des Soundtracks zum Film Run, Fatboy, Run.
Die zweite und letzte veröffentlichte Single ist I Think We’re Alone Now, welche am 18. Dezember 2006 veröffentlicht wurde. Obwohl der Song sich gut verkaufte, landete er nuf Platz 4 der britischen Single-Charts. Der Song war Teil des Soundtracks zum Film It's a Boy Girl Thing. B-Seiten waren die Songs Why Do It sowie ein Cover des Weihnachtsliedes Jingle Bell Rock, welcher auch schon auf einer Sonderausgabe des vorherigen Albums Chemistry enthalten war.

### Auszeichnungen für Musikverkäufe
Seit dem Erscheinen wurde es in Großbritannien über 1,2 Millionen Mal verkauft und wurde mit vierfach Platin ausgezeichnet.
| Land/Region                  | Auszeichnungen für Musikverkäufe (Land/Region, Auszeichnung, Verkäufe) | Verkäufe    |
| ---------------------------- | ---------------------------------------------------------------------- | ----------- |
| Europa (IFPI)                | Platin                                                                 | (1.000.000) |
| Irland (IRMA)                | Platin                                                                 | 15.000      |
| Vereinigtes Königreich (BPI) | 4× Platin                                                              | 1.200.000   |
| Insgesamt                    | 6× Platin ·                                                            | 1.215.000   |